# Гюнтер Фридрих Карл II (князь Шварцбург-Зондерсгаузена)
Гюнтер Фридрих Карл II Шварцбург-Зондерсгаузенский (нем. Günther Friedrich Carl II. von Schwarzburg-Sondershausen; 24 сентября 1801, Зондерсхаузен — 15 сентября 1889, там же) — князь Шварцбург-Зондерсгаузена в 1835—1880 годах, граф Гонштейна, владетель Арнштадта, Зондерсгаузена, Лейтенберга и Бланкенбурга.

## Биография
Князь Гюнтер Фридрих Карл II — сын князя Гюнтера Фридриха Карла I Шварцбург-Зондерсгаузенского и его супруги Каролины Шварцбург-Рудольштадтской (1774—1854), дочери князя Фридриха Карл Шварцбург-Рудольштадтского.
Мать Каролина оказала значительное влияние на воспитание сына, с которой он неоднократно бывал в путешествиях за границей. Герцог Гюнтер вырос просвещённым и прогрессивно мыслящим человеком. Наследовал отцу в Шварцбург-Зондерсгаузене после его отречения 17 августа 1835 года и спустя несколько лет приступил к государственным реформам. Княжество ещё в 1835 году вступило в Германский таможенный союз. В день своего 40-летия 24 сентября 1841 года Гюнтер Фридрих Карл дал княжеству конституцию. В соответствии с ней 7 сентября 1843 года был созван первый ландтаг. Тем не менее, в революцию 1848 года волна восстаний прокатилась и по Шварцбург-Зондерсгаузену, затронув в основном оба крупных города Арнштадт и Зондерсгаузен, а также Герен и Эбелебен, что привело к оккупации княжества прусскими и саксонско-тюрингенскими войсками. По результатам революции 12 декабря 1849 года в Шварцбург-Зондерсгаузене вступила в силу новая либеральная конституция, ограничившая правя князя. Конституция продержалась в таком виде недолго, уже 8 июля 1857 года она была пересмотрена с восстановлением прежнего порядка. С возрастом взгляды князя Гюнтера Фридриха Карла становились более консервативными. В 1866 году Шварцбург-Зондерсгаузен проголосовал против требования Австрии о мобилизации на войну с Пруссией и вступил в Северогерманский союз. Тем самым княжество передало верховную военную власть Пруссии. В 1868 году князь получил звание генерал-майора прусской армии, с 1871 года являлся шефом 71-го пехотного полка. В том же году был повышен в звании до генерал-лейтенанта, а затем в 1879 году — до генерала от инфантерии.
С образованием Германской империи в 1871 году княжество вошло в её состав. При князе Гюнтере Фридрихе Карле II в Шварцбург-Зондерсгаузене началась индустриализация. Первый участок железной дороги связал в 1867 году Арнштадт с Эрфуртом, который в 1869 году был продлён до столицы княжества Зондесгаузена. Индустриализация привела к экономическому подъёму в княжестве, постепенно превращавшемся из бедного аграрного государства в как минимум частично индустриальное, хотя и остававшемся одной из наиболее отсталых частей Тюрингии.
При князе Гюнтере Фридрихе Карле II в Шварцбург-Зондерсгаузене развернулось активное строительство. Дворец-резиденция в Зондерсгаузене князь решил перестроить в модном тогда стиле неоклассицизма под руководством Карла Шеппига, ученика Карла Фридриха Шинкеля. Вследствие финансовых затруднений и развода княжеской четы эти планы удалось реализовать только частично. Достигший преклонного возраста и страдавший от глазной болезни князь Гюнтер Фридрих Карл II передал власть в Шварцбург-Зондерсгаузене сыну Карлу Гюнтеру.

## Потомки
Князь Гюнтер Фридрих Карл II был женат дважды. Его первой супругой 12 марта 1827 года стала Каролина Ирена Мария (1809—1833), дочь Карла Шварцбург-Рудольштадтского. У супругов родились:
- Гюнтер Фридрих Карл Александр (1828—1833)
- Елизавета Каролина Луиза (1829—1893)
- Карл Гюнтер (1830—1909), князь Шварцбург-Зондерсгаузена, женат на Марии Гаспарине Саксен-Альтенбургской, дочери принца Эдуарда Саксен-Альтенбургского
- Леопольд (1832—1906)

Во второй раз князь женился 29 мая 1835 года на Матильде (1814—1888), дочери Августа Гогенлоэ-Эрингенского. Их развод был оформлен 5 мая 1852 года. В этом браке родились:
- Мария (1837—1921)
- Гуго (1839—1871)